# 二氧化锝
二氧化锝（化学式：TcO2）是锝的氧化物之一。它在酸性溶液中可以被Ce(IV)或碱性溶液中被H2O2氧化为高锝酸盐。

## 制备
碳酸钠或碳酸氢钠和热的六氯合锝(VI)酸钾反应，生成TcO2·2H2O，将其真空干燥得到无水物。
高锝酸铵在700~750°C的氮气中分解，可以得到二氧化锝。
2 NH4TcO4 → 2 TcO2 + 4 H2O + N2↑